# Diclidanthera penduliflora
Diclidanthera penduliflora är en jungfrulinsväxtart som beskrevs av Carl Friedrich Philipp von Martius. Diclidanthera penduliflora ingår i släktet Diclidanthera och familjen jungfrulinsväxter. Utöver nominatformen finns också underarten D. p. penaeantha.